# Bringolo
Bringolo (en bretó Brengoloù) és un municipi francès, situat a la regió de Bretanya, al departament de Costes del Nord. L'any 1999 tenia 304 habitants.

## Demografia
| 1962                                       | 1968 | 1975 | 1982 | 1990 | 1999 |
| ------------------------------------------ | ---- | ---- | ---- | ---- | ---- |
| 319                                        | 307  | 348  | 329  | 301  | 304  |
| Des de 1962: població sense dobles comptes |      |      |      |      |      |

## Administració
| Període   | Identitat          | Partit |
| --------- | ------------------ | ------ |
| 1971-1995 | Pierre de Catuelan |        |
| 1995-     | Claude Cloarec     |        |